# لوجي إتش إف
لوجي إتش إف هو نادي كرة يد في السويد تأسس في 1941. يقع مقره في لوند. وصل إلى ربع نهائي كأس أوروبا لكرة اليد في موسم 2013–14.